# رابح زناتي
زناتي رابح: [صحفي] التلفزة الوطنية [اغتالته] يد الغدر بمسكنه العائلي في الشراربة يوم 3 أوت [1993] برصاصات [إرهابيين]